# Delegada Katarina
Katarina Feitoza Lima Santana (Aracaju, 5 de outubro de 1973), mais conhecida como Delegada Katarina Feitoza, é uma advogada, policial e política brasileira.

## Biografia
Nascida em Aracaju, estudou nos colégios Atheneu e Salesiano e trabalhou como bancária. Em 1999 se formou em Direito pela Universidade Tiradentes. É delegada da Polícia Judiciária do Sergipe desde 2001. Tem pós-graduação em Gestão Estratégica em Segurança Pública e em Ciências Criminais, tendo passado, ao longo de 20 anos na polícia civil sergipana, por diversos cargos, como a corregedoria do Interior e da Capital, a Corregedoria Geral da Polícia e a coordenação geral do Subsistema de Inteligência em Segurança Pública. Em 2010 assumiu a chefia do órgão, permanecendo na posição até 2014. Em abril de 2017 assume a posição pela segunda vez. Em junho de 2020 se descompatibilizou do cargo para integrar como vice-prefeita a chapa vencedora das eleições municipais em Aracaju, sendo Edvaldo Nogueira (PDT) o titular. É a segunda vice-prefeita da capital sergipana na história. Em 2022 se elegeu como deputada federal pelo Sergipe, com 38.135 votos, se tornando, ao lado de Yandra de André, a primeira mulher eleita para representar seu estado na Câmara dos Deputados.
É casada com um empresário e tem um filho.